# Doppelinfektion
Eine Doppelinfektion oder Koinfektion ist die Infektion eines Organismus mit zwei Krankheitserregern zur gleichen Zeit. Werden beide Erreger auch gleichzeitig übertragen, spricht man auch von Simultaninfektion. Entsteht die Doppelinfektion durch zusätzliche Infektion eines zweiten Erregers zu einer schon vorhandenen Infektion, nennt man dies Superinfektion.
Während in einem Teil der Fälle beide Krankheitsprozesse unabhängig voneinander verlaufen, können bestimmte Doppelinfektionen besondere Bedeutung erlangen.

## Beispiele aus der Humanmedizin
- Hepatitis D und Hepatitis B: Das Hepatitis-D-Virus kann nur bei gleichzeitiger Infektion mit dem Hepatitis-B-Virus infektiöse Partikel bilden.
- Hepatitis C und Hepatitis B: Die gleichzeitige Infektion mit beiden Viren führt häufiger zur Leberzirrhose als die alleinige Infektion mit Hepatitis C.[1]
- Hepatitis C und HIV: Die gleichzeitige Infektion mit beiden Viren führt häufiger zur Leberzirrhose als die alleinige Infektion mit Hepatitis C.[1]
- Humanes Herpesvirus 8 und HIV: Aufgrund der niedrigen T-Zellzahl im AIDS-Stadium kann das HHV-8 ein Kaposi-Sarkom auslösen.
- Chlamydia trachomatis und Neisseria gonorrhoeae: Beide Erreger bedienen sich desselben Infektionsweges, es sind sexuell übertragbare Erkrankungen. Beide Erreger sind auf die gleichen Antibiotika empfindlich.
- Wird ein Organismus gleichzeitig von zwei Varianten des Influenzavirus infiziert, kann es zu einer Neuzusammenstellung der RNA zwischen den Influenzaviren kommen (genetische Reassortierung). Die so verursachten größeren, als Antigenshift bezeichneten Veränderungen können dann der Ursprung einer Pandemie sein.